# オーエス技研
株式会社オーエス技研（オーエスぎけん、英：OS Giken Co.,Ltd. ）は、日本の自動車部品製造・販売企業。通称はOS技研。約25ヵ国に代理店を持ち主にモータースポーツ向けのクラッチ、LSD、ミッションアッセンブリーなどの駆動系部品を中心にオリジナルエンジンの開発・設計・製造も行っている。また、クラッシックカー・旧車向けの絶版部品や専用設計の「1点モノ」と呼ばれる特注品の製造も行っている。

## 沿革
1973年、岡﨑正治により「岡﨑スピード技術研究所」として創業する。1988年の法人化に伴い、Okazaki Speedの頭文字からオーエス技研へと改称した。
2016年3月より、兵庫県を拠点とする中古車・新車・日本車・輸入車の総合メガディーラー「ジーライオングループ」が資本参加。ジーライオングループの一員として再スタートした。

## 製品の特徴
ハイパワーチューニング車用のクラッチ・LSD・強化ギア・シーケンシャルミッションアッセンブリーなどは、各カテゴリのモータースポーツの場や特許技術を用いたストリートユースでも幅広い車種で使用されている。
元来は市販車をベースにチューニングを施して高馬力化や耐久性の向上を行っていたが、岡﨑正治の志向や技術を生かすことが量産ベースでは難しいことから、独自のエンジンを造るに至った。1980年に9台だけ作られた「TC24-B1」は、当時は採用の少なかった4バルブヘッドツインカムを日産製L28型に組み合わせた製品で、出力に対応できる駆動系パーツも「エンジンを発売した責任」として開発したと岡﨑は述べている。
1980年代から90年代にかけては、ターボの普及やシャシダイナモ（実車馬力測定器）の導入により各チューニングショップが馬力向上を明文化したことから始まるパワー競争が続き、日産・スカイラインGT-Rでは総生産台数よりもオーエス技研製のマルチプレートクラッチセットの出荷数が上回ったという逸話もある。
ジープ系4WD車両のLSDも多種ラインナップしており、ジムニーパーツで知られるタニグチのFAINAL LSDもオーエス技研のOEM製品であり、他複数のOEM製造も行っている。

## 主な製品
- スペシャルエンジン - TC24-B1Z（前記「TC24-B1」の復刻リニューアル[1]）に代表されるDOHC4バルブコンプリートエンジン[3]
- レーシングクラッチ - Rシリーズ、ストリートマスターシリーズなど
- ミッション・強化ギア - 国産唯一の[要出典]7速シーケンシャルミッションOS-FR7[4]、6速シーケンシャルミッションOS-88、各種強化クロスギアキット
- LSD - OSデュアルコアLSD、OSスーパーロックLSD

ほかに、高性能エンジンオイルなども開発販売を行っている。

## レース活動

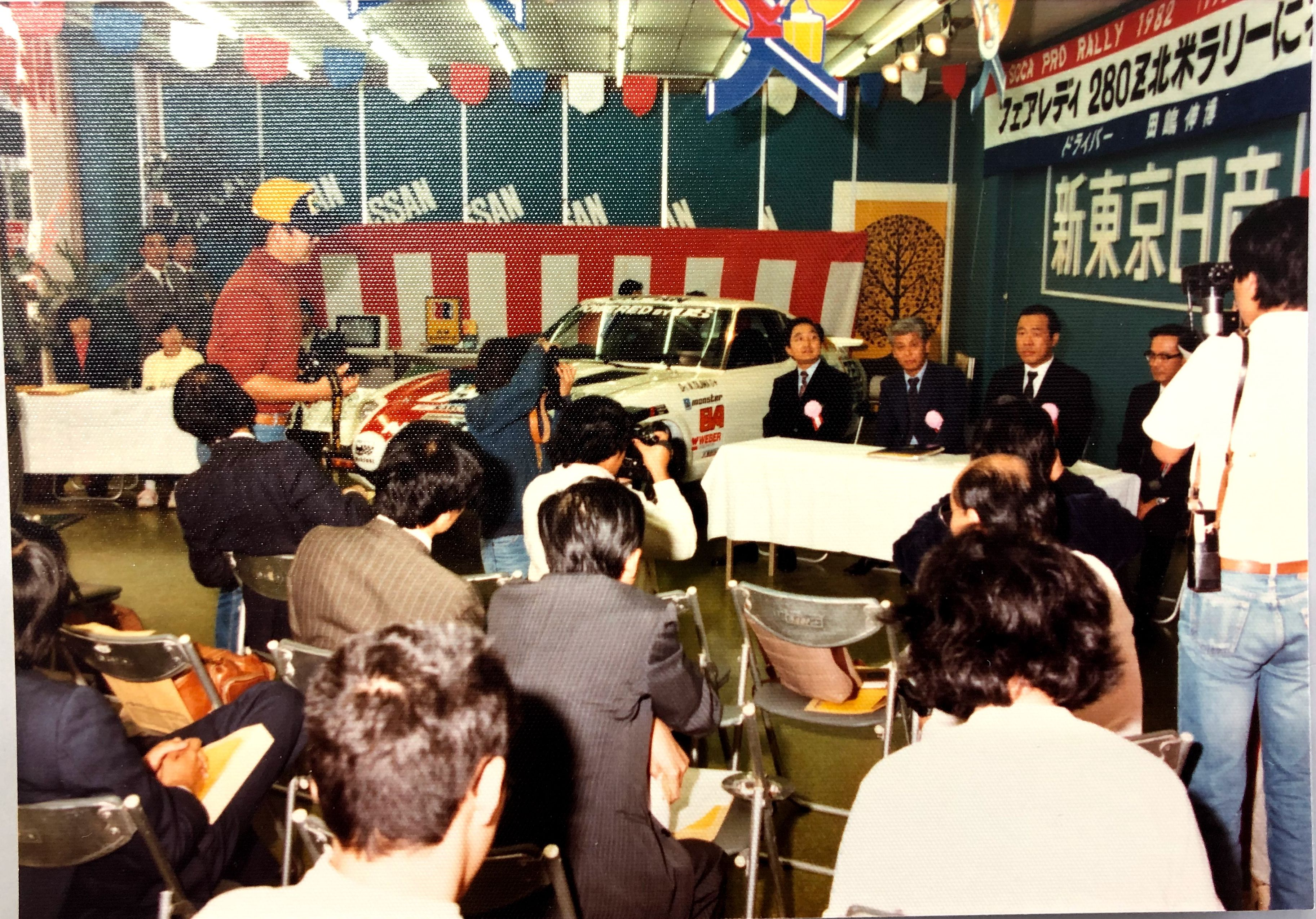
SCCA 参戦会見時の岡﨑正治（正面中央左）と田嶋伸博（正面中央右）

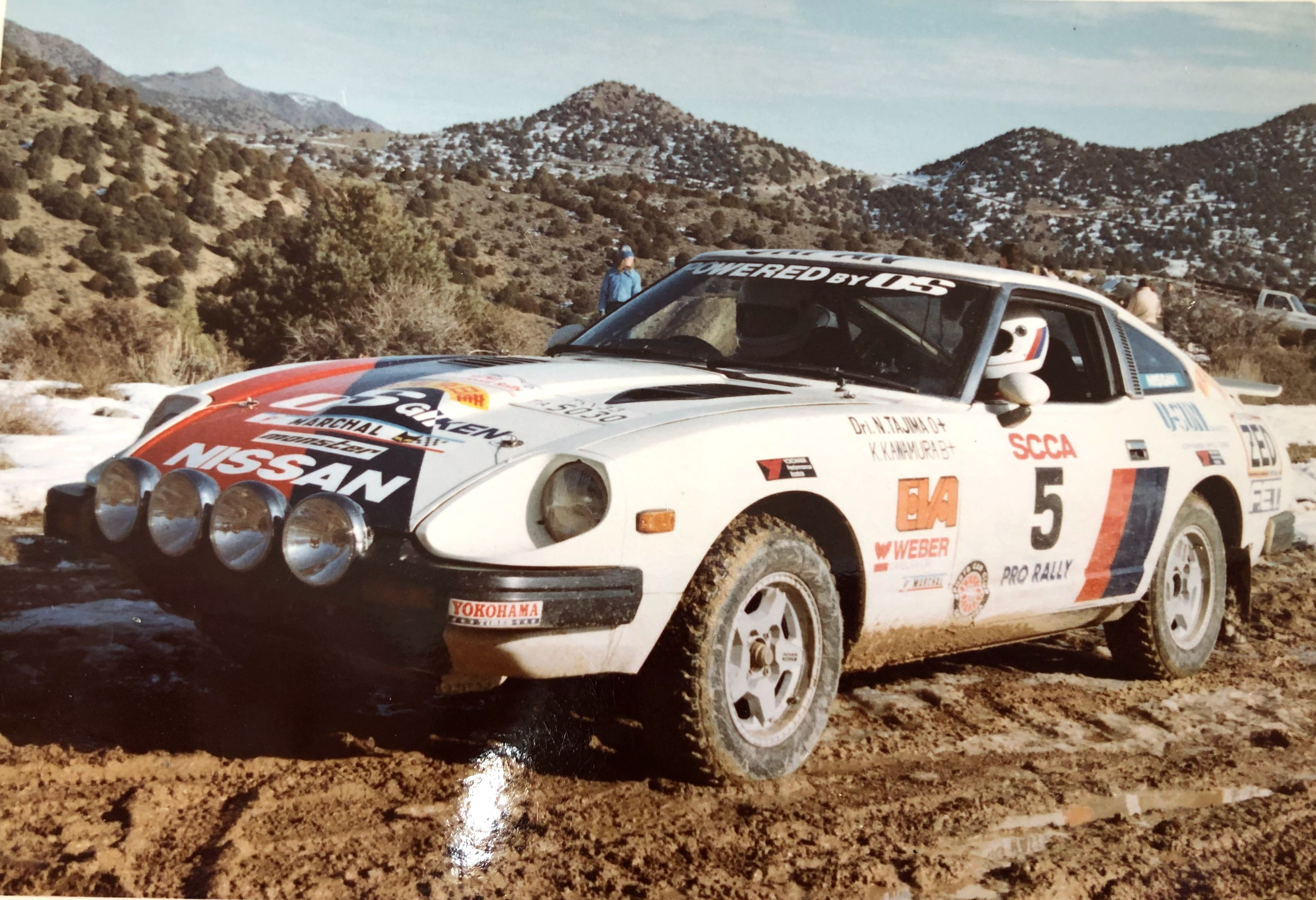
SCCA出場のDATSUN 280Z

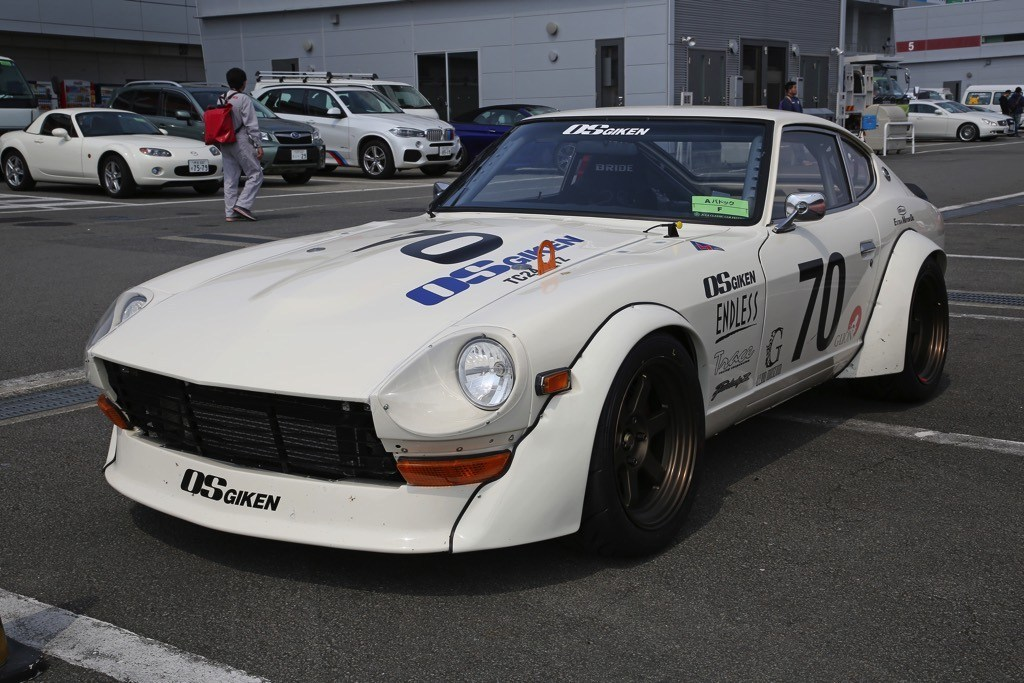
オカザキスピードTC24Z

創業黎明期はオートバイエンジンをチューニングし当時のミニフォーミュラーFLクラスの車両開発も行っていた。1982年、アメリカネバダ州リノで開催されたSCCAプロラリーに、新東京日産が前出のTC24B1エンジンを搭載したDATSUN280Z（日産・フェアレディZの輸出仕様）を田嶋伸博搭乗で参戦した際、車両製作に携わったことが転機となる。
2019年現在も「オカザキスピード」の名称でレースに参加しており、直近では2019JCCA富士ジャンボリーFレースにて優勝。またFレース富士スピードウェイでのコースレコードホルダーでもある。
2020年にはOS技研が支援する吉原大二郎の86がアンリミテッドクラスで優勝（総合9位）を飾っている。